# Baron (Saona y Loira)
Baron es una comuna de Borgoña (Francia), en el departamento de Saona y Loira. Se encuentra a 8 km al norte de Charolles, población a cuyo distrito y cantón pertenece.

## Demografía
| 207 | 185 | 148 | 153 | 184 | 217 |
| Para los censos de 1962 a 1999 la población legal corresponde a la población sin duplicidades (Fuente: INSEE [Consultar]) |     |     |     |     |     |